# Trave di fondazione
La trave di fondazione è un particolare tipo di fondazioni dell'edilizia, ed è detta anche trave rovescia perché il suo funzionamento statico è esattamente l'opposto di quello delle travi in elevazione, è una struttura di frequente adozione per fondazioni superficiali, nel caso in cui ci siano problemi di cedimenti differenziali. A meno di effettuare appropriate verifiche, oppure evitare la realizzazione di appositi cordoli, le travi rovesce sono le fondazioni più comunemente adottate in zona sismica, poiché non sono soggette a spostamenti orizzontali relativi in caso di sisma, come potrebbero invece esserlo i plinti.
Viene realizzata con calcestruzzo armato, a forma di un parallelepipedo, con spessore che varia in genere da 40 cm ad 80 cm, larghezza variabile da 50 cm a 2 m, campate longitudinali in genere da 2 m a 6 m.
La geometria della sua sezione è normalmente un rettangolo con l'asse maggiore disposto verticalmente al fine di ottimizzare il momento d'inerzia della sezione (così come per le travi di elevazione) in funzione delle sollecitazioni cui viene sottoposta dall'andamento dei carichi. Qualora la sua base di appoggio a contatto con il piano di fondazione debba avere una larghezza maggiore, in funzione della ricerca di una superficie di appoggio appropriata (secondo l'elementare formula della sollecitazione a compressione semplice δ=P/A) essa prende il nome di "trave rovescia a larga base" prendendo il classico profilo geometrico a "T" rovesciata. 
Lo spessore è legato fondamentalmente alle sollecitazioni di taglio o punzonamento.
La larghezza è correlata alla capacità portante del terreno ed ai carichi provenienti dalla sovrastruttura.
Da ogni campata della trave ha origine un pilastro, che sorregge una porzione della sovrastruttura, trasferendone il carico in fondazione.
La trave di fondazione viene realizzata sopra un getto di pulizia, che la proteggerà dalle aggressioni chimiche del suolo; si tratta di uno strato di calcestruzzo, generalmente privo di armatura metallica, tranne casi particolari, a basso contenuto di cemento, chiamato magrone, posizionato alla quota di scavo, stabilita dal progettista.
Nel procedimento costruttivo del "cemento armato" la trave di fondazione viene realizzata mediante l'approntamento di una cassaforma generalmente in legno o talvolta metallica, disponendo un'armatura longitudinale di barre in acciaio da carpenteria, sia al lembo superiore che al lembo inferiore, con la funzione di sopportare le azioni di flessione.
Tali barre, di diametro solitamente compreso fra 12 mm e 20 mm, sono collocate in posizione appropriata, con il rispetto del copriferro, pari a 3 cm o anche 5 cm. L'armatura longitudinale è poi integrata da staffe, che per strutture ordinarie hanno solitamente un passo di 20 cm e diametro pari ad 8 mm.
La loro collocazione segue le regole generali della disposizione secondo la ricerca delle fibre "tese". Per cui per una trave "incastrata" agli estremi, le armature si troveranno in prossimità del lembo superiore della sezione in mezzeria e di quello inferiore agli incastri.
Dalla trave di fondazione si dipartono anche i ferri di ripresa verticali staffati per il pilastro.
In genere, particolarmente per le zone sismiche, le travi di fondazione di una qualsiasi struttura sono ordite nelle due direzioni e, nell'insieme, realizzano il cosiddetto graticcio di fondazione.
Qualora le travi siano molto ravvicinate, per diminuire gli oneri di carpenteria, si preferisce realizzare un getto unico, che si estende sull'intero piano di posa, chiamato piastra di fondazione, o anche platea.